# Hodgkinsonite
La hodgkinsonite est une espèce minérale du groupe des silicates et du sous-groupe des nésosubsilicates de formule Mn2+Zn2(SiO4)(OH)2, pouvant présenter de traces de fer, magnésium et calcium.

## Inventeur et étymologie
La hodgkinsonite a été décrite en 1913 par C. Palache et W.T. Schaller ; elle fut nommée ainsi en l'honneur de H.H Hodgkinson, contrôleur adjoint de terrain de la mine Franklin, qui découvrit les premiers échantillons étudiés.

## Topotype
Il existe deux co-localités-types pour ce minéral :
- Franklin Mine, Franklin, Franklin Mining District, Comté de Sussex, New Jersey, États-Unis[2]
- Hamburg Mine (Hamburg Road Mine), Franklin, Franklin Mining District, Comté de Sussex, New Jersey, États-Unis[2]

## Cristallographie
- Paramètres de la maille conventionnelle : a = 11,76 Å, b = 5,31 Å, c = 8,18 Å, β = 95,42 °, Z = 4, V = 508,52 Å3
- Densité calculée = 4,07

## Cristallochimie
- La hodgkinsonite fait partie d'un groupe de minéraux isostructuraux : le groupe de l'euclase.

### Groupe de l'euclase
- Euclase : BeAlSiO4(OH), P 21/a; 2/m
- Clinohédrite : CaZnSiO4,(H2O), Aa; m
- Hodgkinsonite : Mn2+Zn2(SiO4)(OH)2, P 21/c; 2/m
- Gerstmannite : (Mg,Mn2+)2ZnSiO4(OH)2, Bbam; 2/m 2/m 2/m

## Gîtologie
La hodgkinsonite se trouve dans les minerais de willémite-franklinite granulaires massifs dans un dépôt de zinc stratiforme métamorphosé.

### Minéraux associés
- Barite, willémite, franklinite, téphroïte, pyrochroïte, calcite, grenat, cuivre.

## Habitus

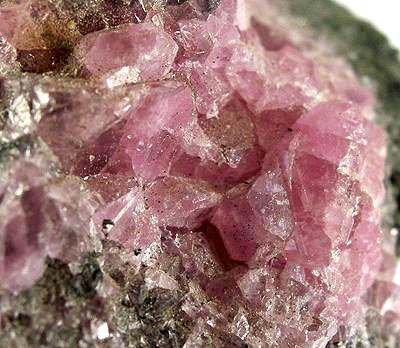
Détail des cristaux: 8 mm maximum.

La hodgkinsonite se trouve sous la forme de cristaux idiomorphes, prismatiques, terminés par des pyramides pouvant atteindre 2 centimètres. On la trouve également en masses granulaires dans des veinules.

## Gisements remarquables
- États-Unis

Franklin Mine, Franklin, Franklin Mining District, Comté de Sussex, New Jersey
Hamburg Mine (Hamburg Road Mine), Franklin, Franklin Mining District, Comté de Sussex, New Jersey
Sterling Mine, Sterling Hill, Ogdensburg, Franklin, Franklin Mining District, Comté de Sussex, New Jersey